# Château de Bény-sur-Mer
Le château de Bény-sur-Mer est un château situé dans la commune de Bény-sur-Mer dans le département du Calvados en région Normandie.

## Historique
Le château de Bény-sur-Mer, ou château de Tournebu, a été construit par T. Fallet de Bernières en  1685. Les ailes rajoutées au logis principal au début du XVIIIe siècle respectent la symétrie rigoureuse de l'ensemble. On aperçoit le corps de logis, les communs  ainsi que les latrines curieusement adossées à la chapelle du XVIIIe siècle à travers la grille de fer forgé encadrée par deux piliers surmontés de pots à feu.
L'orangerie, construite en 1745, est située dans le parc aux jardins à la française. Les balustres qui ornent les murs de part et d'autre du portail ainsi que la chapelle et les murs de l'orangerie, donnent encore un peu plus de majesté et d'élégance à l'ensemble des bâtiments.
On peut encore voir les tombes de la famille de Tournebu et Fallet de Bernières dans le cimetière paroissial.

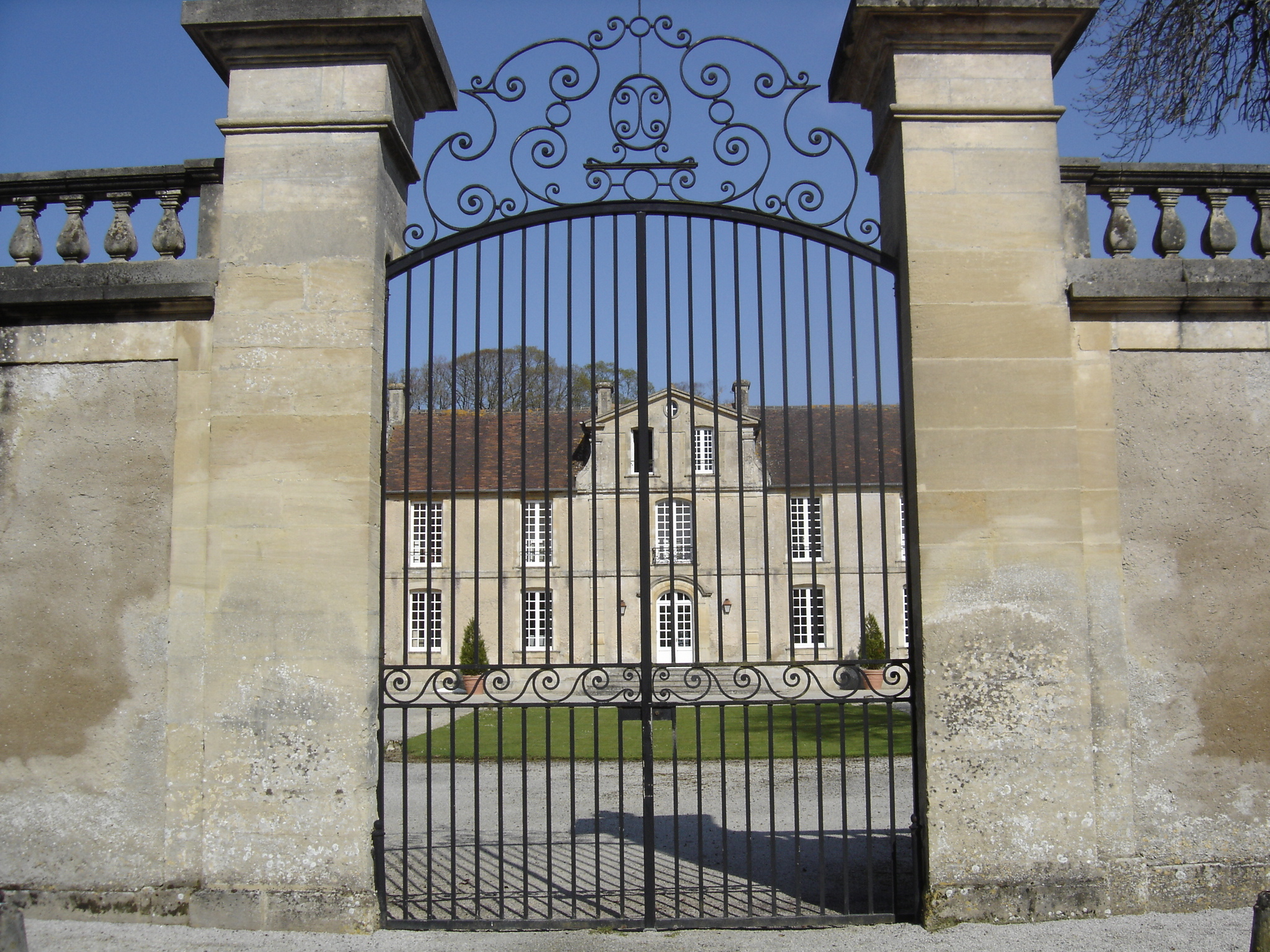
Le château et portail principal
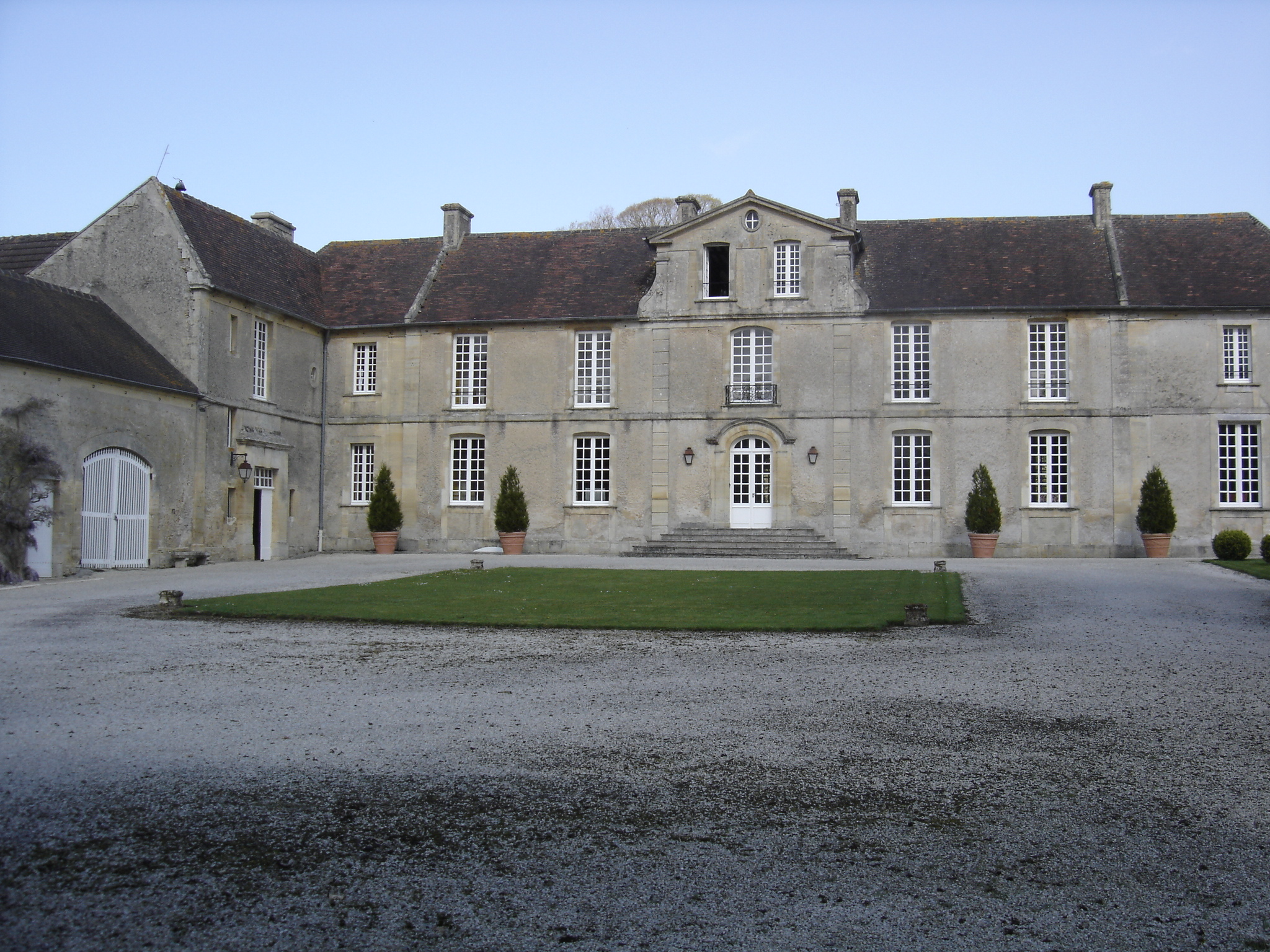
Le logis des XVIIe et XVIIIe siècles
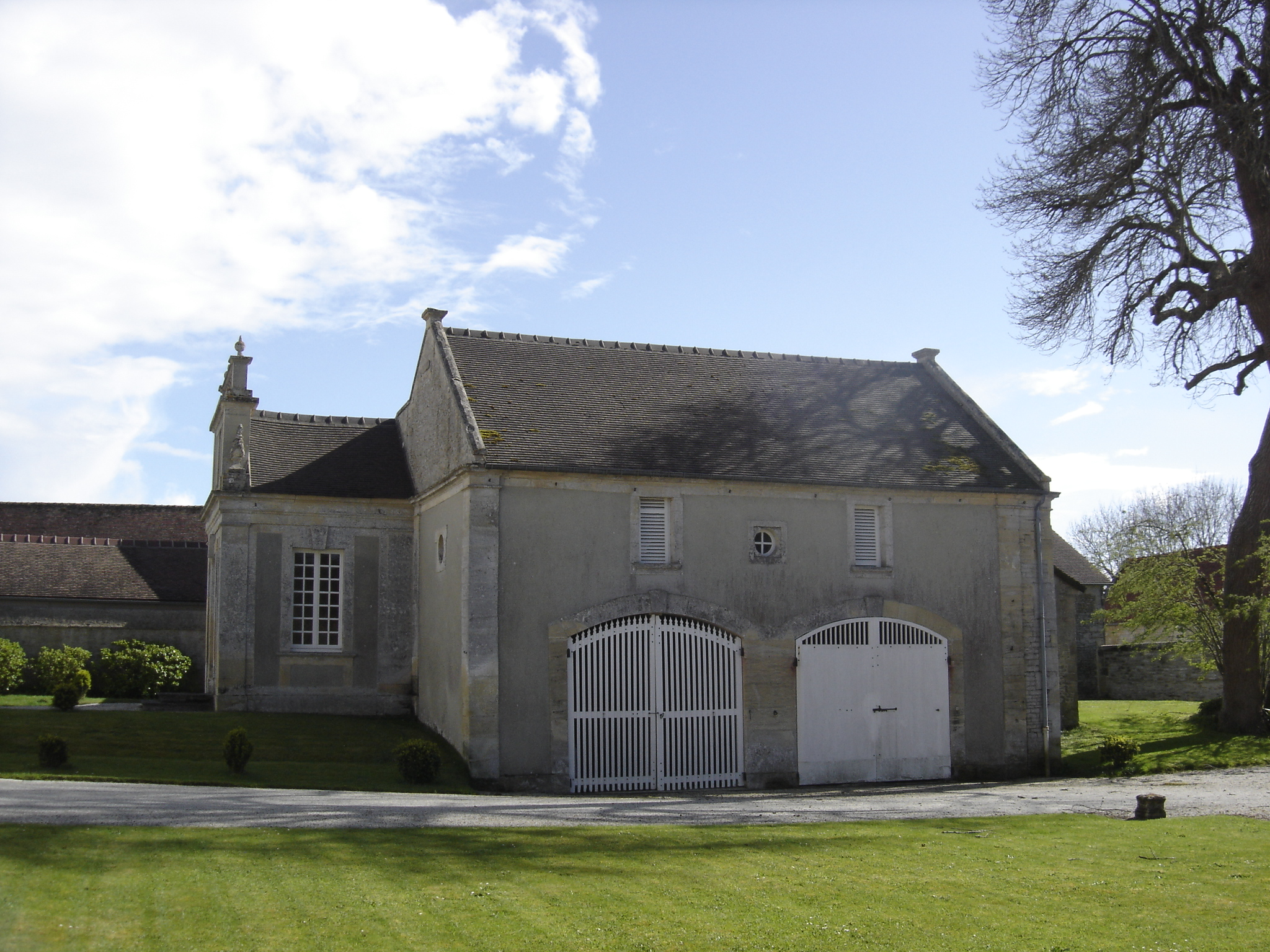
La chapelle et les commodités

Le château fait l’objet d’une inscription au titre des monuments historiques depuis le 28 octobre 1998.